# Ingenios Mineros

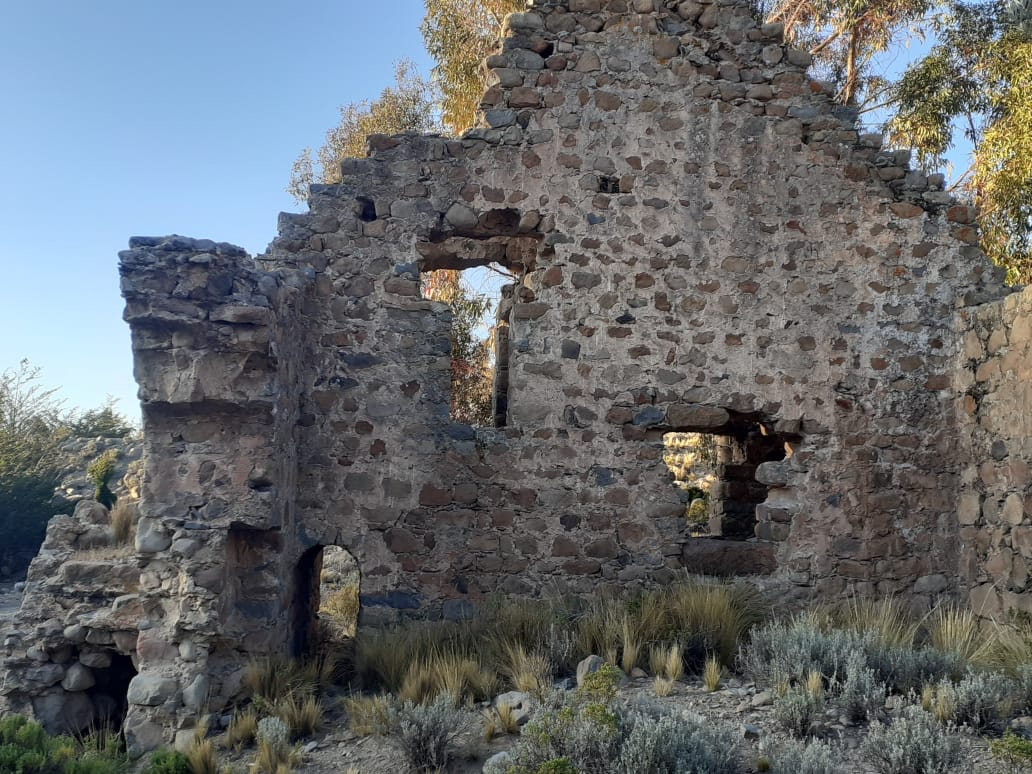
Vista del cárcamo de un Ingenio Minero de Potosí

Los Ingenios Mineros fueron establecimientos de tratamiento y fundición industrial de minerales extraídos del Cerro Rico, están ubicados en la Ribera de nuestro señor de la vera Cruz en la ciudad de Potosí (Bolivia), se encuentra en servicio desde 1577 en la época de la colonia y fueron construidos por órdenes del virrey Francisco de Toledo en 1572.
La Ribera de Ingenios Mineros forma parte del sitio declarado como Patrimonio de la Humanidad: Ciudad de Potosí desde 1987. La ribera de los Ingenios Mineros, el Cerro Rico y las lagunas de Kari Kari son conocidas como el "triángulo productivo minero" y esta reconocido como el complejo industrial más grande del mundo en el siglo XVI.
El área comprende el todos los Ingenios aledaños al curso del río de la ribera desde las lagunas de San Sebastián y San Ildefonso hasta el poblado de San Antonio.

## Historia
La historia metalúrgica de Potosí abarca tres etapas principales:

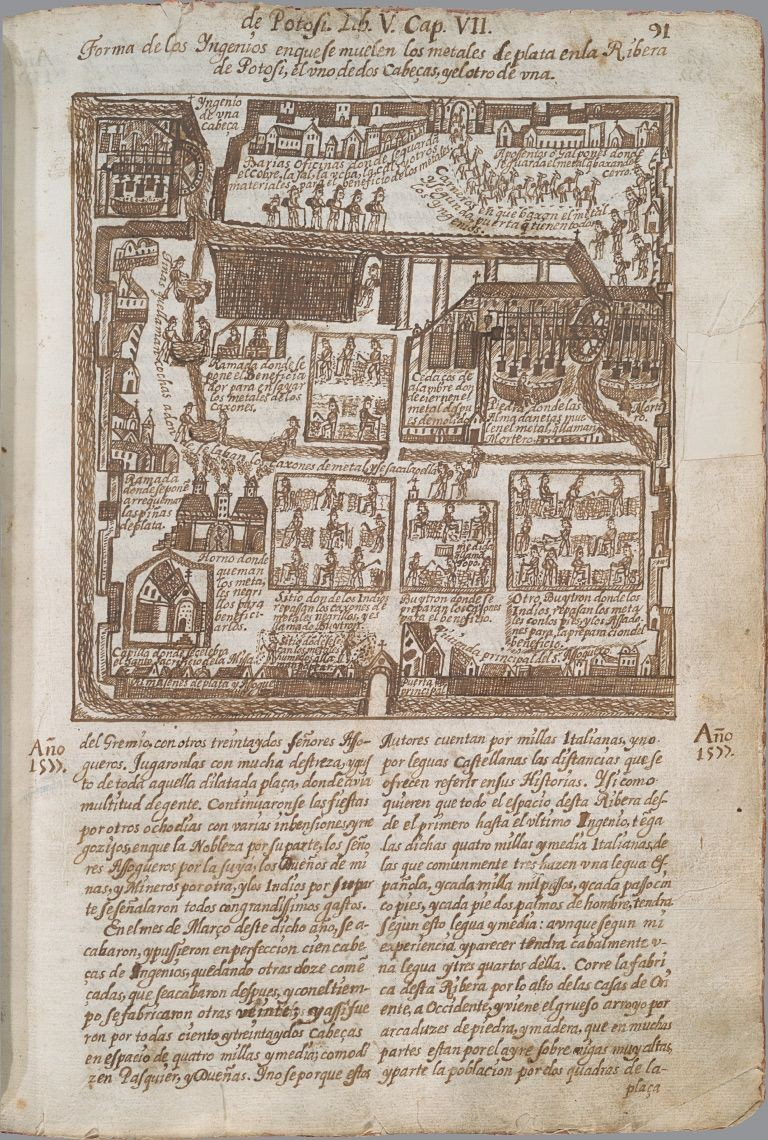
Libro: Historia de la Villa Imperial de Potosí (Arzans, 1965). Esquema de un ingenio

### La época de la plata
Este periodo abarca toda la época virreinal (1544 a 1825) y continua hasta la República (1825 a 1885). Se caracteriza por el monopolio que ejerce la corona en todos los rubros de la actividad minera. En los primeros años, los españoles dependieron de las técnicas indígenas para la fundición de las menas argentinas de alta ley. La técnica que se aplicó fue la fundición mediante hornos de viento o "wayrachinas", la explotación de los filones de plata se realizaba a cielo abierto.
La Ribera fue construida por órdenes del virrey Francisco de Toledo en 1572, quién propuso la creación de fábricas de Ingenios e implementación del proceso de patio para optimizar la producción minera.
Para el tratamiento de las menas se aplicó la técnica de amalgamación con mercurio en patios (método de medina). En esta época los Ingenios Mineros funcionaban mediante un sistema de energía hidráulica que se alimentaba de la corriente proveniente de las Lagunas de Kari Kari.

### La época de la plata y el estaño
Desde 1885 hasta 1985, cuando se da la transición de la actividad minera en beneficio del estaño. En esta época se emplearon los procesos de lixiviación y concentración gravimétrica.

### La época de los sulfuros
Este periodo comienza en el año 1985, a partir de la caída del estaño. 
Los Ingenios se adaptaron para el proceso de flotación de cobre, plata y zinc, entre otros minerales.